# Abrostola asclepiadis
Abrostola asclepiadis là một loài bướm đêm thuộc họ Noctuidae. Nó được tìm thấy ở South và miền trung châu Âu xa về phía bắc as Phần Lan và Thụy Điển, Tiểu Á và Kavkaz.
Sải cánh dài 30–40 mm. Con trưởng thành bay từ tháng 6 đến tháng 8 tùy theo địa điểm.
Ấu trùng ăn Vincetoxicum hirundinaria, loài chứa alkaloid độc và không hấp dẫn đối với đa số các loài ăn cỏ.

## Hình ảnh

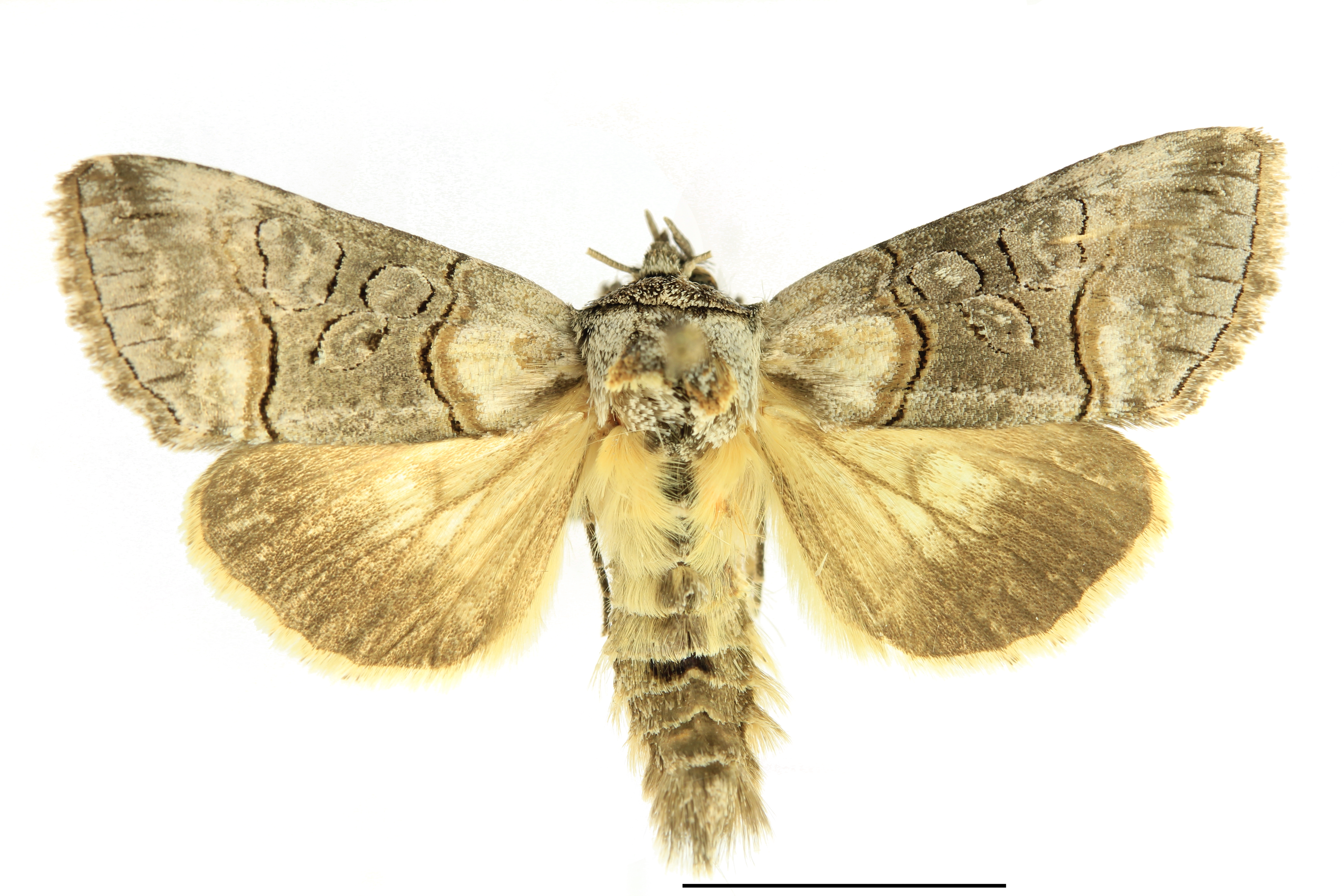